# Signal (serie japonesa)
Signal (japonés: シグナル, Hepburn: Shigunaru), también conocida como Signal: Long-Term Unsolved Case Investigation Team (japonés: シグナル 長期未解決事件捜査班, Hepburn: Shigunaru: Chōki Mikaiketsu Jiken Sōsahan), es una serie de televisión japonés transmitida del 10 de abril al 12 de junio de 2018 por medio de la cadena Fuji TV. 
La serie es el remake de la exitosa serie surcoreana Signal.
En noviembre de 2020 se anunció que la serie tendría una película titulada Signal: The Movie, la cual se estrenará en abril de 2021. También se anunció que el popular y exitoso grupo surcoreano BTS también cantarían el tema principal de la película, el cual será una canción completamente diferente a la de la serie.

## Sinopsis
Hace quince años, una niña fue secuestrada en el camino de la escuela. En ese momento, Kento Saegusa, que cursaba el primer grado en la escuela primaria, presenció que la niña era secuestrada. Unos días más tarde, la niña fue encontrada muerta, y los detectives Oyama Takeshi e Iwata Kazuo investigan el crimen pero el culpable nunca es encontrado.
Años más tarde, ahora Kento es un joven oficial de la policía, que ha aprendido el arte del perfil criminal por sí mismo. Después de muchos recuerdos del pasado dolorosos y desgarradores como el incidente del asesinato de su amiga de la infancia y el suicidio de su hermano, Kento ha perdido completamente su confianza en la policía. Con su capacidad de toma de decisiones tranquila, habilidades de observación detalladas y su conocimiento experto sobre perfiles criminales, pronto Kento comienza un nuevo desafío mientras trata de descubrir la verdad que yace detrás de la muerte de su hermano. 
Después de presenciar en secreto a la responsable del secuestro de su amiga de la infancia, Kento se pone en contacto con la policía, sin embargo, su información ha sido maltratada y descuidada por la policía. El caso en sí no se ha resuelto y se acerca al final de su período de investigación. 
Un día, cuando oye una voz que proviene de un receptor que había sido eliminado, la voz resulta ser de Takeshi Oyama, otro detective que también había estado investigando el mismo incidente sin embargo el Takeshi Oyama con el que habla es el del pasado. 
Pronto Kento, Takeshi y Misaki emprenden un viaje en el tiempo para resolver los casos no resueltos.

## Reparto

### Personajes principales
| Actor             | Personaje           | Ocupación                       | N.º de episodios | Duración |
| ----------------- | ------------------- | ------------------------------- | ---------------- | -------- |
| Kentaro Sakaguchi | Det. Kento Saegusa  | Detective y Perfilador Criminal | 10               | 2018     |
| Kazuki Kitamura   | Det. Takeshi Oyama  | Detective                       | 10               | 2018     |
| Michiko Kichise   | Det. Misaki Sakurai | Detective                       | 10               | 2018     |

### Personajes recurrentes
| Actor           | Personaje           | Ocupación              | N.º de episodios | Duración |
| --------------- | ------------------- | ---------------------- | ---------------- | -------- |
| Atsuro Watabe   | Nakamoto Shinnosuke | -                      | -                | 2018     |
| Yuichi Kimura   | Tsutomu Yamada      | -                      | -                | 2018     |
| Tetsuhiro Ikeda | Shinya Kojima       | -                      | -                | 2018     |
| Masahiro Komoto | Kazuo Iwata         | -                      | -                | 2018     |
| Kaede Aono      | Rika Anzai          | Profesora              | -                | 2018     |
| Fuju Kamio      | Ryota Kato          | Hermano Mayor de Kento | -                | 2018     |
| Takano Shiho    | Miki Kato           | Madre de Kento y Ryota | -                | 2018     |
| Okayama Hajime  | Ito Yuji            | Detective              | -                | 2018     |

### Otros personajes
| Actor             | Personaje          | Ocupación                      | N.º de episodios | Duración |
| ----------------- | ------------------ | ------------------------------ | ---------------- | -------- |
| Takahashi Tsutomu | Okamoto            | exgánster                      | 3                | 2018     |
| Shiraishi Shunya  | Shiraishi Tomohiro | -                              | 3                | 2018     |
| Hirata Mitsuru    | Kudo Masayuki      | exladrón                       | 3                | 2018     |
| Kosuda Yasuto     | Yabe Eisuke        | Padre de Kaori                 | 3                | 2018     |
| Nozaki Moeka      | Yabe Kaori         | Mujer secuestrada por Masayuki | 2                | 2018     |
| Aitsuki Akiko     | Yabe Kayo          | Madre de Kaori                 | 2                | 2018     |
| Takeuchi Toshi    | Hashimoto Keisuke  | -                              | 2                | 2018     |
| Nishioka Tokuma   | Nozawa Yoshio      | -                              | 2                | 2018     |
| Kataoka Reiko     | Tashiro Kyoko      | Madre de Ayaka                 | 2                | 2018     |
| Hasegawa Kyoko    | Yoshimoto Keiko    | -                              | 2                | 2018     |
| Yoshikawa Ai      | Kudo Kazumi        | Hija de Masayuki               | 2                | 2018     |
| Morioka Yutaka    | Miyagashi          | Conductor de Tomohiro          | 2                | 2018     |
| Morooka Michio    | Tanaka Shuichi     | Conductor del Autobús de Josai | 2                | 2018     |
| Onoue Hiroyuki    | Tanaka Hitoshi     | Hijo de Shuichi                | 1                | 2018     |
| Seto Toshiki      | Saito Yuya         | Estudiante                     | 1                | 2018     |
| Kitami Toshiyuki  | Oyama Yasushi      | Padre de Takeshi               | 1                | 2018     |
| Kasahara Hideyuki | Kuraki             | Detective Menor de Takeshi     | 1                | 2018     |
| Kubota Yuki       | Sasaki             | Subordinado de Shinnosuke      | 1                | 2018     |
| Serizawa Tateto   | Maruoka            | Reportera                      | 1                | 2018     |
| Otaka Hiroo       | Kaneda Masaru      | -                              | 1                | 2018     |
| Kawai Aoba        | Maekawa Honami     | -                              | -                | 2018     |
| Sakuma Yui        | Kitano Midori      | Empleada de Ramen Yasuda       | -                | 2018     |
| Yashiba Toshihiro | Yasuda Jiro        | Propietario de Ramen Yasuda    | -                | 2018     |

## Episodios
La serie estuvo conformada por 10 episodios, los cuales fueron emitidos todos los martes a las 21:00 (JST).

### Ratings
| Episodio | Fecha de transmisión | Promedio de audiencia | Promedio de audiencia |
| Episodio | Fecha de transmisión | Región de Kantō       | Región de Kansai      |
| -------- | -------------------- | --------------------- | --------------------- |
| 1        | 10 de abril de 2018  | 9.7%                  | 12.9%                 |
| 2        | 17 de abril de 2018  | 8.4%                  | 14.3%                 |
| 3        | 24 de abril de 2018  | 8.3%                  | 11.9%                 |
| 4        | 1 de mayo de 2018    | 7.9%                  | 13.0%                 |
| 5        | 8 de mayo de 2018    | 6.7%                  | 11.6%                 |
| 6        | 15 de mayo de 2018   | 5.7%                  | 9.7%                  |
| 7        | 22 de mayo de 2018   | 6.9%                  | 10.1%                 |
| 8        | 29 de mayo de 2018   | 6.9%                  | 10.3%                 |
| 9        | 6 de junio de 2018   | 7.3%                  | -                     |
| 10       | 12 de junio de 2018  | 9.2%                  | 13.5%                 |
| Promedio | Promedio             | 7.7%                  | %                     |

## Música
El tema principal de la serie es «Don't Leave Me» del exitoso y popular grupo surcoreano BTS.
Es una composición original de género hip-hop que está incluida en su 3er. álbum de estudio japonés Face Yourself lanzado en Japón el 4 de abril de 2018.
La canción alcanzó la posición 25 en la lista Billboard Japan Hot 100 antes de su lanzamiento oficial.
| Título                                                    | Año  | Artista | Posición Máxima | Posición Máxima | Posición Máxima | Posición Máxima | Posición Máxima | Ventas                   |
| Título                                                    | Año  | Artista | KOR             | FRA Digital     | JPN             | JPN             | US World        | Ventas                   |
| Título                                                    | Año  | Artista | KOR             | FRA Digital     | Oricon          | Hot 100         | US World        | Ventas                   |
| --------------------------------------------------------- | ---- | ------- | --------------- | --------------- | --------------- | --------------- | --------------- | ------------------------ |
| "Don't Leave Me"                                          | 2018 | BTS     | —               | 91              | 18              | 13              | 1               | - JPN: 4,611 - US: 9,000 |
| "—" denota lanzamientos que no se lanzaron en esa región. |      |         |                 |                 |                 |                 |                 |                          |

## Premios y nominaciones
| Año  | Categoría                  | Premio                               | Nominado(a) | Resultado |
| ---- | -------------------------- | ------------------------------------ | ----------- | --------- |
| 2021 | Most Popular Foreign Drama | 16th Seoul International Drama Award | Signal      | Ganó      |

## Producción
Fue creada por Choi Jin-hee y Park Ji-young. Y es el remake de la serie surcoreana Signal protagonizada por Lee Je-hon, Cho Jin-woong y Kim Hye-soo y emitida del 22 de enero al 12 de marzo de 2016, la cual a su vez está basada en los asesinatos en serie de Hwaseong.
La serie también es conocida como Signal: Long-Term Unsolved Case Investigation Team (japonés: シグナル 長期未解決事件捜査班, Hepburn: Shigunaru: Chōki Mikaiketsu Jiken Sōsahan).
Fue dirigida por Akira Uchikata y Kosuke Suzuki, escrita por Kim Eun-hee (la versión original surcoreana) y Masaya Ozaki (la adaptacióm) y en la producción contó con Takashi Hagiwara, Takahiro Kasabe y Mai Ishida.
Contó con la participación de las compañías productoras Kansai Telecasting Corporation y Horipro, y fue distribuida por Kansai Telecasting Corporation.

### Emisión en otros países
| País      | Cadenas                         | Fecha de Inicio     | Fecha de Finalización |
| --------- | ------------------------------- | ------------------- | --------------------- |
| Indonesia | WakuWaku Japan (con subtítulos) | 21 de abril de 2018 | -                     |
| Myanmar   | WakuWaku Japan (con subtítulos) | 21 de abril de 2018 | -                     |
| Mongolia  | WakuWaku Japan (con subtítulos) | 21 de abril de 2018 | -                     |
| Singapur  | WakuWaku Japan (con subtítulos) | 21 de abril de 2018 | -                     |
| Sri Lanka | WakuWaku Japan (con subtítulos) | 21 de abril de 2018 | -                     |
| Taiwán    | WakuWaku Japan (con subtítulos) | 21 de abril de 2018 | -                     |
| Vietnam   | WakuWaku Japan (con subtítulos) | 21 de abril de 2018 | -                     |

## Premios y nominaciones
| Año  | Categoría                  | Premio                               | Trabajo | Resultado |
| ---- | -------------------------- | ------------------------------------ | ------- | --------- |
| 2021 | Most Popular Foreign Drama | 16th Seoul International Drama Award | Signal  | Ganó      |